# 三戸部スエ
三戸部 スエ（みとべ すえ、1924年〈大正13年〉3月31日 - 1986年〈昭和61年〉4月24日）は日本の女優。北海道夕張市出身。本名同じ。

## 来歴・人物
日本大学芸術科（現・日本大学藝術学部）中退。太平洋戦争の戦時中当時は瑞穂劇団に参加し所属。
1971年に俳優座を退団。フリーとなって商業演劇、映画やテレビドラマに多く出演。脇役・老け役としての実力は高く評価された。1986年4月24日、胃癌のため死去。62歳没。
親類に作家の橘善男がおり、2001年に三戸部の半生を題材にした「小説俳優座―わざおぎ狂乱」(鳥影社)を出版している。

## 出演作品

### 映画
- 潮騒（1954年、東宝）
- 女性に関する十二章（1954年、東宝）
- 青春怪談（1955年、日活）
- 森は生きている（1956年、独立映画）
- 純愛物語（1957年、東映）
- 警視庁物語 夜の野獣（1957年、東映）
- 濹東綺譚（1960年、東宝）
- 草を刈る娘（1961年、日活）
- さようならの季節（1962年、日活）
- 天草四郎時貞（1962年、東映）
- 赤ひげ（1965年、東宝）
- 四谷怪談（1965年、東宝）
- 新・事件記者 大都会の罠（1966年、東宝）
- 新・事件記者 殺意の丘（1966年、東宝）
- 肉弾（1968年、ATG）
- 赤毛（1969年、東宝）
- 儀式（1971年、ATG）
- 女囚701号 さそり（1972年、東映）
- 赤ちょうちん（1974年、日活）
- 本陣殺人事件（1975年、ATG）
- 祭りの準備（1975年、ATG）
- 化石（1975年、東宝）
- 青春の殺人者（1976年、ATG）
- はだしのゲン 涙の爆発（1977年、共同映画）
- 沖縄10年戦争（1978年、東映）
- 夕暮まで（1980年、東宝）
- 美加マドカ 指を濡らす女（1984年、にっかつ）

### テレビドラマ
- 俳優座アワー / 殺意（1958年、NTV）
- 連続テレビ小説 / あしたの風（1962年、NHK）
- 松本清張シリーズ・黒の組曲 第24話「弱味」（1962年、NHK）
- 二人だけの橋（1963年、NET）
- 記念樹（1966年、TBS）
- 木下恵介劇場 / 今年の恋（1967年、TBS）相川お紋
- 怪奇大作戦 第4話「恐怖の電話」（1968年、TBS/円谷プロ） - タバコ屋のお婆さん
- 孤独のメス 第6話「蒸発のブルース」（1969年、TBS）
- あしたからの恋（1970年、TBS）
- 日本怪談劇場 第3話「牡丹灯籠 蛍火の巻」（1970年、12ch） - おます
- 軍兵衛目安箱 第12話「流離の町」（1971年、NET） - おくに
- 化石（1972年、CX）
- それぞれの秋（1973年、TBS）
- 木枯し紋次郎 第2シーズン 第14話「明鴉に死地を射た」（1973年、CX） - お熊
- 赤ひげ 第45話「おせん泣かすな」（1973年、NHK）
- 暗闇仕留人 第6話「狙われて候」（1974年、ABC） - おはな
- ご存じ金さん捕物帳 第5話「汚れた千両箱」（1974年、NET）
- 俺たちの勲章 第2話「狙撃者を追え!」（1975年、NTV）
- 剣と風と子守唄 第24話「小さな突撃隊」（1975年、NTV） - おくら
- 太陽にほえろ! 第167話「死ぬな! テキサス」（1975年、NTV） - 竹腰サヨ
- 必殺シリーズ（松竹 / ABC）
  - 必殺仕業人 第13話「あんた この神隠しどう思う」（1976年）- お六
  - 翔べ! 必殺うらごろし 第4話「生きてる娘が死んだ自分を見た」（1978年） - たつ
- 大江戸捜査網 第267話「偽装殺人の罠」（1976年10月30日、12ch）
- 五街道まっしぐら! 第6話「飛騨路に消えた三人の花嫁」（1976年、NET）
- 花王 愛の劇場 / 岸壁の母（1977年、TBS）- 松江
- 横溝正史シリーズ / 悪魔の手毬唄（1977年、MBS） - お幹
- 伝七捕物帳 第148話「実る情けの職人気質」（1977年、NTV） - 女郎屋「花房」の女将
- 新・木枯し紋次郎 第20話「甲州路の黒い影」（1978年、12ch） - お冬
- Gメン'75 （TBS）
  - 第150話「刑事の家を壊す男たち」（1978年） - 松島松太郎の妻
  - 第232話「幽霊殺人」（1979年） - 田中ハル（宮城スエ）
  - 第351話「幽霊の指紋」（1982年） - 望月トメ
- 土曜ワイド劇場 （ANB）
  - 戦後最大の誘拐・吉展ちゃん事件（1979年6月30日）
  - 松本清張の紐（1979年）
  - 華麗な殺しの三重奏（1980年）
  - 愛の妖精殺人事件（1983年）
  - 誘惑されたい女（1983年）
  - 横溝正史の真珠郎（1983年）
- 伝七捕物帳（テレビ朝日版） 第25話「鈴を振る女」（1979年、ANB）- お粂婆さん（祈祷師）
- 俺はあばれはっちゃく  第45話「八百勝繁盛㋪作戦」（1979年、ANB/国際放映）- 口コミ婆さん
- 噂の刑事トミーとマツ（TBS）
  - 第1シリーズ 第15話「燃えよドラゴン 鎌倉の決闘」（1980年） - 目撃者
  - 第2シリーズ 第18話「死ぬゥ! 廃車場の人間スクラップ」（1982年）
- 3年B組金八先生 第１シリーズ 第17話「十五歳の母出産その1」(1980年2月15日） - クリーニング屋店員
- 大空港 第72話「忍びよる魔手 友情は血で洗えるか?!」（1980年、CX） - 矢吹ハナ
- 花王 愛の劇場 / わが母は聖母なりき（1980年、TBS） - きよ
- 木曜ゴールデンドラマ / 女たちの他国（1980年、YTV）
- 銀河テレビ小説 / 優しさごっこ（1980年、NHK）
- 大河ドラマ / おんな太閤記（1981年、NHK） - すぎ
- 関ヶ原（1981年、TBS） - 旭姫
- 時代劇スペシャル / 十六文からす堂（1982年、CX） - お種
- ハウスこども傑作劇場 / 人魚がくれたさくら貝（1982年、ANB）
- Gメン'82 第16話「花嫁強盗団」（1983年、TBS） - 望月トメ
- あとは寝るだけ（1983年、ANB）
- ザ・サスペンス / 復讐するは我にあり（1984年、TBS）
- 火曜サスペンス劇場 / 帰郷－妻が消えた（1984年、NTV）
- 女の一生（1984年、ABC）